# 청주 소이산 봉수
청주 소이산 봉수는 충청북도 청주시 상당구에 있다. 2015년 4월 17일 청주시의 향토유적 제12호로 지정되었다.

## 개요
조선시대 국방의 위급을 알리기 위해 만든 봉수이다. 남쪽 《대전 계족산 봉수》 및 북쪽 《청주 것대산 봉수》와 연결된다.